# Echeveria carnicolor
Echeveria carnicolor är en fetbladsväxtart som först beskrevs av Bak., och fick sitt nu gällande namn av Morr.. Echeveria carnicolor ingår i släktet Echeveria och familjen fetbladsväxter. Inga underarter finns listade i Catalogue of Life.